# Festival Internacional de Cine de Venecia de 1949
La 10.ª Mostra de Venecia se celebró del 11 de agosto al 1 de septiembre de 1949.

## Jurado
Internacional
- Mario Gromo[2]
- Ermanno Contini
- Emilio Lavagnino
- Giannino Marescalchi
- Aldo Palazzeschi
- Piero Regnoli
- Gian Luigi Rondi
- Gino Visentini
- Cesare Zavattini

Mostra del Film per Ragazzi
- Giulio Lo Savio (Presidente)
- Mario Verdone
- Giulio Cesare Pradella
- Giovanni Gambarin
- Domenico Caligo

Giuria della Sezioni Speciali
- Ermanno Contini (Presidente)
- Giulio Pavanini
- Angelo Spanio
- Mario Mozzetti
- Bruno Saetti
- Ferdinando Forlati
- Carlo Scarpa
- Agostino Zanon Del Bo
- Guido Bianchini
- Guido Monticelli
- Carlo Adorno
- Gaetano Carancini
- Giovanni De Piante

## Películas

### Sección oficial
Las películas siguientes se presentaron en la sección oficial:
| Título en español             | Título original             | Director(es)                    | País        |
| ----------------------------- | --------------------------- | ------------------------------- | ----------- |
| Almas en lucha                | Le sorcier du ciel          | Marcel Blistène                 | Francia     |
| Au royaume des cieux          | Au royaume des cieux        | Julien Duvivier                 | Francia     |
| Apenas un delincuente         | Apenas un delincuente       | Hugo Fregonese                  | Argentina   |
| Belinda                       | Johnny Belinda              | Jean Negulesco                  | EE. UU.     |
| Cielo sobre el pantano        | Cielo sulla palude          | Augusto Genina                  | Italia      |
| Día de fiesta                 | Jour de fête                | Jacques Tati                    | Francia     |
| El ídolo de barro             | Champion                    | Mark Robson                     | EE. UU.     |
| El molino del Po              | Il mulino del Po            | Alberto Lattuada                | Italia      |
| Ein Breira                    | Ein Breira                  | Joseph Lejtes                   | Israel      |
| Eva                           | Eva                         | Gustaf Molander                 | Suecia      |
| Fiamma che non si spegne      | Fiamma che non si spegne    | Vittorio Cottafavi              | Italia      |
| I fratelli Dinamite           | I fratelli Dinamite         | Nino Pagot                      | Italia      |
| El retrato de Jennie / Jennie | Portrait of Jennie          | William Dieterle                | EE. UU.     |
| Look for the Silver Lining    | Look for the Silver Lining  | David Butler                    | EE. UU.     |
| Mysterious Shadows            | Geheimnisvolle Tiefe        | Georg Wilhelm Pabst             | Austria     |
| L'Équateur aux cent visages   | L'Équateur aux cent visages | André Cauvin                    | Bélgica     |
| La balada de Berlín           | Berliner Ballade            | Robert A. Stemmle               | RFA         |
| La isla perdida               | The Blue Lagoon             | Frank Launder                   | Reino Unido |
| La malquerida                 | La malquerida               | Emilio Fernández                | México      |
| Los tres caballeros           | The Three Caballeros        | Norman Ferguson                 | EE. UU.     |
| Manon                         | Manon                       | Henri-Georges Clouzot           | Francia     |
| Meera                         | Meera                       | Ellis Dungan                    | India       |
| Nido de víboras               | The Snake Pit               | Anatole Litvak                  | EE. UU.     |
| Ocho sentencias de muerte     | Kind Hearts and Coronets    | Robert Hamer                    | Reino Unido |
| Passione secondo S. Matteo    | Passione secondo S. Matteo  | Ernst Marischka                 | Italia      |
| Patto col diavolo             | Patto col diavolo           | Luigi Chiarini                  | Italia      |
| Un hombre y su pecado         | Un homme et son péché       | Paul Gury                       | Canadá      |
| Sofka                         | Sofka                       | Rados Novakovic                 | Yugoslavia  |
| S.O.S. Dakar                  | Aux yeux du souvenir        | Jean Delannoy                   | Francia     |
| The Fool and the Princess     | The Fool and the Princess   | William C. Hammond              | Reino Unido |
| The Forgotten Village         | The Forgotten Village       | Herbert Kline, Alexander Hammid | EE. UU.     |
| The Quiet One                 | The Quiet One               | Sidney Meyers                   | EE. UU.     |
| The Secret Land               | The Secret Land             | Orville O. Dull                 | EE. UU.     |
| The Last Days of Dolwyn       | The Last Days of Dolwyn     | Emlyn Williams                  | Reino Unido |

## Premios[4]
- León de Oro: Manon de Henri-Georges Clouzot
- Copa Volpi al mejor actor: Joseph Cotten de Jennie
- Copa Volpi a la mejor actriz: Olivia de Havilland por Nido de víboras
- Premio Osella
  - Mejor director - Augusto Genina por Cielo sobre el pantano
  - Mejor diseño de producción - William Kellner por Ocho sentencias de muerte
  - Mejor fotografía - Gabriel Figueroa por La malquerida
  - Mejor guion - Jacques Tati (Jour de fête)
- Premios Internacional
  - La balada de Berlín de Robert A. Stemmle
  - The Quiet One de Sidney Meyers
  - Nido de víboras de Anatole Litvak
- Premo OICI - Cielo sobre el pantano de Augusto Genina